# Elezioni parlamentari in Polonia del 2015
Le elezioni parlamentari in Polonia del 2015 si tennero il 25 ottobre per il rinnovo dell'Assemblea nazionale (Sejm e Senato). In seguito all'esito elettorale, Beata Szydło, espressione di Diritto e Giustizia, ha assunto la carica di Presidente del Consiglio e ha formato un governo di maggioranza.
Per la prima volta dal ripristino nella democrazia, nel 1989, un partito conseguì da solo la maggioranza assoluta in parlamento. Per la prima volta dal 1989, inoltre, nessun partito di sinistra è stato eletto al parlamento.

## Risultati

### Sejm
| Liste                                         | Voti       | %     | Seggi |
| --------------------------------------------- | ---------- | ----- | ----- |
| Diritto e Giustizia                           | 5 711 687  | 37,58 | 235   |
| Piattaforma Civica                            | 3 661 474  | 24,09 | 138   |
| Kukiz'15                                      | 1 339 094  | 8,81  | 42    |
| Nowoczesna                                    | 1 155 370  | 7,60  | 28    |
| Sinistra Unita                                | 1 147 102  | 7,55  | –     |
| Partito Popolare Polacco                      | 779 875    | 5,13  | 16    |
| KORWiN                                        | 722 999    | 4,76  | –     |
| Insieme                                       | 550 349    | 3,62  | –     |
| Comitato di Zbigniew Stonoga                  | 42 731     | 0,28  | –     |
| Minoranza Tedesca                             | 27 530     | 0,18  | 1     |
| Uniti per la Slesia                           | 18 668     | 0,12  | –     |
| JOW Bezpartyjni                               | 15 656     | 0,10  | –     |
| Dio vi benedica!                              | 13 113     | 0,09  | –     |
| Congresso della Nuova Destra                  | 4 852      | 0,03  | –     |
| Autodifesa                                    | 4 266      | 0,03  | –     |
| Movimento Sociale della Repubblica di Polonia | 3 941      | 0,03  | –     |
| Cittadini al Parlamento                       | 1 964      | 0,01  | –     |
| Totale                                        | 15 200 671 | 100   | 460   |

### Senato
| Liste                                         | Voti       | %     | Seggi |
| --------------------------------------------- | ---------- | ----- | ----- |
| Diritto e Giustizia                           | 5 993 433  | 39,99 | 61    |
| Piattaforma Civica                            | 4 323 789  | 28,85 | 34    |
| Partito Popolare Polacco                      | 1 109 675  | 7,40  | 1     |
| Sinistra Unita                                | 595 206    | 3,97  | –     |
| Nowoczesna                                    | 394 817    | 2,63  | –     |
| Kukiz'15                                      | 207 156    | 1,38  | –     |
| KORWiN                                        | 186 510    | 1,24  | –     |
| Marek Borowski                                | 124 064    | 0,83  | 1     |
| JOW Bezpartyjni                               | 113 669    | 0,76  | –     |
| Jarosław Obremski                             | 89 699     | 0,60  | 1     |
| Cittadini al Parlamento                       | 84 246     | 0,56  | –     |
| Congresso della Nuova Destra                  | 79 946     | 0,53  | –     |
| Lidia Staroń                                  | 63 870     | 0,43  | 1     |
| Grzegorz Bierecki                             | 42 862     | 0,29  | 1     |
| Minoranza Tedesca                             | 40 472     | 0,27  | –     |
| Autodifesa                                    | 20 913     | 0,14  | –     |
| Movimento Sociale della Repubblica di Polonia | 14 316     | 0,10  | –     |
| Altri <0,10%                                  | 0          | 0,00  | –     |
| Totale                                        | 14 988 086 | 100   | 100   |

## Ripartizione dei seggi
| Liste | Camera        | Senato |
| --- | ------------- | ------ |
| Diritto e Giustizia • Diritto e Giustizia • Polonia Solidale • Polonia Insieme • Destra della Repubblica                                                                             | 235 217 9 8 1 | 61     |
| Piattaforma Civica | 138           | 34     |
| Kukiz'15 • Kukiz'15 • Movimento Nazionale • Unione per la Politica Reale | 42 35 5 2     | -      |
| Nowoczesna | 28            | -      |
| Sinistra Unita • Alleanza della Sinistra Democratica • Twój Ruch • Partito Socialista Polacco • Unione del Lavoro • Partito Verde • Partito Polacco del Lavoro • Partito Democratico | -             | -      |
| Partito Popolare Polacco | 16            | 1      |
| Minoranza Tedesca | 1             | -      |
| Marek Borowski | -             | 1      |
| Jarosław Obremski | -             | 1      |
| Lidia Staroń | -             | 1      |
| Grzegorz Bierecki | -             | 1      |
| Totale | 460           | 100    |